# João Paulo Ferreira Lourenço
João Paulo Ferreira Lourenço, noto semplicemente come Lourenço (Belo Horizonte, 7 settembre 1997), è un calciatore brasiliano, attaccante del Ceará.

## Caratteristiche tecniche
È un trequartista.

## Carriera

### Club
Cresciuto nel settore giovanile dell'Avaí, ha esordito il 19 marzo 2017 in occasione del match del Campionato Catarinense perso 4-1 contro il Metropolitano.

## Statistiche

### Presenze e reti nei club
Statistiche aggiornate al 6 novembre 2018.
| Stagione        | Squadra         | Campionato      | Campionato | Campionato | Coppe nazionali | Coppe nazionali | Coppe nazionali | Coppe continentali | Coppe continentali | Coppe continentali | Altre coppe | Altre coppe | Altre coppe | Totale | Totale | Totale |
| Stagione        | Squadra         | Comp            | Pres       | Reti       | Comp            | Pres            | Reti            | Comp               | Pres               | Reti               | Comp        | Pres        | Reti        | Pres   | Reti   |        |
| --------------- | --------------- | --------------- | ---------- | ---------- | --------------- | --------------- | --------------- | ------------------ | ------------------ | ------------------ | ----------- | ----------- | ----------- | ------ | ------ | ------ |
| 2017            | Avaí            | PD/SC+A         | 8+10       | 0+1        | CB              | 0               | 0               |                    | -                  | -                  |             | -           | -           | 18     | 1      |        |
| 2017            | Avaí            | PD/SC+B         | 12+5       | 0          | CB              | 2               | 1               |                    | -                  | -                  | PL          | 1           | 0           | 20     | 1      |        |
| Totale carriera | Totale carriera | Totale carriera | 35         | 1          |                 | 2               | 1               |                    | -                  | -                  |             | 1           | 0           | 38     | 2      |        |

## Palmarès

### Club

#### Competizioni statali
- Campeonato Catarinense: 1

Avaí: 2019
- Campeonato Cearense: 2

Ceará: 2024, 2025